# Copa Intercontinental 2004
La Copa Intercontinental 2004 fue la 43.ª y última edición del torneo. Enfrentó al campeón de Europa ante el campeón de Sudamérica.
Esta fue la última edición del torneo, siendo reemplazada por la Copa Mundial de Clubes de la FIFA para diciembre del año siguiente.

## Clubes clasificados
Se fueron decidiendo a lo largo de 2004 entre las dos competiciones continentales de mayor historia.
| UEFA (Europa)         |  | Porto       |  | Campeón de la Liga de Campeones de la UEFA (2003-04) |
| CONMEBOL (Sudamérica) |  | Once Caldas |  | Campeón de la Copa Libertadores de América (2004)    |

## Sede
| Japón               |               |
| Ciudad              | Estadio       |
| Yokohama            | Internacional |
|                     |               |
| 72 327 espectadores |               |

## Desarrollo
Fue un partido donde el equipo de Portugal jugó al contraataque, aunque sin lograr perforar la sólida defensa de su contraparte, alcanzando a golpear hasta tres veces en los palos. Ambos equipos ofrecieron un gran espectáculo en todo el encuentro gracias a la cantidad de llegadas. El equipo europeo fue superior, mientras que el rival no tuvo muchas llegadas. El empate en cero obligó a los penales. Allí, el arquero colombiano Henao adivinó varios tiros sin tapar ninguno. Pero la figura del partido erró el penal que hubiera sido el empate en la definición. Esto le dio la posibilidad al Once Caldas de ganar la Copa Intercontinental 2004 si Jonathan Fabbro hubiera anotado para el 3-5, pero el balón fue a pegar en el palo. Luego más adelante Pedro Emanuel cerró la serie para el 8-7.

## La figura
Maniche, de FC Porto de Portugal, a pesar de errar un penal que casi le cuesta el título de Campeón del Mundo en la Copa Intercontinental 2004 ante el equipo del Once Caldas de Colombia, fue declarado la figura del encuentro. Su gambeta enamoró multitudes e hizo poner de pie a los miles de asistentes del Internacional de Yokohama. El mediocampista portugués, figura de la Champions League recientemente ganada ese año por el cuadro portugués, se destacó como una de las grandes figuras por varios años en el balompié europeo

## Final
| 99         | POR        | Vítor Baía          | 102' |
| 2          | DEF        | Jorge Costa         |      |
| 3          | DEF        | Pedro Emanuel       |      |
| 5          | DEF        | Ricardo Costa       |      |
| 22         | DEF        | Georgios Seitaridis |      |
| 6          | MED        | Costinha            |      |
| 18         | MED        | Maniche             |      |
| 16         | MED        | Diego               |      |
| 11         | DEL        | Derlei              | 70'  |
| 77         | DEL        | Benni McCarthy      |      |
| 9          | DEL        | Luís Fabiano        | 78'  |
| Entrenador | Entrenador | Víctor Fernández    |      |

| 1          | POR        | Juan Carlos Henao     |     |
| 24         | DEF        | Samuel Vanegas        |     |
| 2          | DEF        | Miguel Rojas          |     |
| 6          | DEF        | Roller Cambindo       | 46' |
| 22         | DEF        | Edwin García          |     |
| 5          | MED        | Rubén Darío Velásquez |     |
| 3          | MED        | Jhon Viáfara          |     |
| 14         | MED        | Diego Arango          | 61' |
| 16         | MED        | Elkin Soto            | 99' |
| 10         | DEL        | Jonathan Fabbro       |     |
| 11         | DEL        | Antonio de Nigris     |     |
| Entrenador | Entrenador | Luis Fernando Montoya |     |

| 19 | MED | Carlos Alberto   | 70'  |
| 10 | MED | Ricardo Quaresma | 78'  |
| 13 | POR | Nuno             | 102' |

| 13 | DEF | Edgar Cataño  | 46' |
| 7  | MED | Jeffrey Díaz  | 61' |
| 15 | DEL | Herly Alcázar | 99' |

|                  |                  | 0:1 | Acierto de penal | Samuel Vanegas    |
| Diego            | Acierto de penal | 1:1 |                  |                   |
|                  |                  | 1:2 | Acierto de penal | Herly Alcázar     |
| Carlos Alberto   | Acierto de penal | 2:2 |                  |                   |
|                  |                  | 2:3 | Acierto de penal | Jhon Viáfara      |
| Ricardo Quaresma | Acierto de penal | 3:3 |                  |                   |
|                  |                  | 3:4 | Acierto de penal | Antonio de Nigris |
| Maniche          | Fallo de penal   | 3:4 |                  |                   |
|                  |                  | 3:4 | Fallo de penal   | Jonathan Fabbro   |
| Benny McCarthy   | Acierto de penal | 4:4 |                  |                   |
|                  |                  | 4:5 | Acierto de penal | Rubén Velásquez   |
| Costinha         | Acierto de penal | 5:5 |                  |                   |
|                  |                  | 5:6 | Acierto de penal | Jeffrey Díaz      |
| Jorge Costa      | Acierto de penal | 6:6 |                  |                   |
|                  |                  | 6:7 | Acierto de penal | Edgar Cataño      |
| Ricardo Costa    | Acierto de penal | 7:7 |                  |                   |
|                  |                  | 7:7 | Fallo de penal   | Edwin García      |
| Pedro Emanuel    | Acierto de penal | 8:7 |                  |                   |

| Amonestado | 79' | Jorge Costa         |
| Amonestado | 85' | Giourkas Seitaridis |

| Amonestado | 33'  | Diego Arango      |
| Amonestado | 59'  | Jonathan Fabbro   |
| Amonestado | 117' | Antonio de Nigris |

| Otorgado · Otorgado otra vez · Expulsado | 120' | Diego |

| Árbitro             | Jorge Larrionda    |
| Árbitros asistentes | Amelio Andino      |
| Árbitros asistentes | Winston Reátegui   |
| Cuarto árbitro      | Toshimitsu Yoshida |

| 99         | POR        | Vítor Baía          | 102' |
| 2          | DEF        | Jorge Costa         |      |
| 3          | DEF        | Pedro Emanuel       |      |
| 5          | DEF        | Ricardo Costa       |      |
| 22         | DEF        | Georgios Seitaridis |      |
| 6          | MED        | Costinha            |      |
| 18         | MED        | Maniche             |      |
| 16         | MED        | Diego               |      |
| 11         | DEL        | Derlei              | 70'  |
| 77         | DEL        | Benni McCarthy      |      |
| 9          | DEL        | Luís Fabiano        | 78'  |
| Entrenador | Entrenador | Víctor Fernández    |      |

| 1          | POR        | Juan Carlos Henao     |     |
| 24         | DEF        | Samuel Vanegas        |     |
| 2          | DEF        | Miguel Rojas          |     |
| 6          | DEF        | Roller Cambindo       | 46' |
| 22         | DEF        | Edwin García          |     |
| 5          | MED        | Rubén Darío Velásquez |     |
| 3          | MED        | Jhon Viáfara          |     |
| 14         | MED        | Diego Arango          | 61' |
| 16         | MED        | Elkin Soto            | 99' |
| 10         | DEL        | Jonathan Fabbro       |     |
| 11         | DEL        | Antonio de Nigris     |     |
| Entrenador | Entrenador | Luis Fernando Montoya |     |

| 19 | MED | Carlos Alberto   | 70'  |
| 10 | MED | Ricardo Quaresma | 78'  |
| 13 | POR | Nuno             | 102' |

| 13 | DEF | Edgar Cataño  | 46' |
| 7  | MED | Jeffrey Díaz  | 61' |
| 15 | DEL | Herly Alcázar | 99' |

|                  |                  | 0:1 | Acierto de penal | Samuel Vanegas    |
| Diego            | Acierto de penal | 1:1 |                  |                   |
|                  |                  | 1:2 | Acierto de penal | Herly Alcázar     |
| Carlos Alberto   | Acierto de penal | 2:2 |                  |                   |
|                  |                  | 2:3 | Acierto de penal | Jhon Viáfara      |
| Ricardo Quaresma | Acierto de penal | 3:3 |                  |                   |
|                  |                  | 3:4 | Acierto de penal | Antonio de Nigris |
| Maniche          | Fallo de penal   | 3:4 |                  |                   |
|                  |                  | 3:4 | Fallo de penal   | Jonathan Fabbro   |
| Benny McCarthy   | Acierto de penal | 4:4 |                  |                   |
|                  |                  | 4:5 | Acierto de penal | Rubén Velásquez   |
| Costinha         | Acierto de penal | 5:5 |                  |                   |
|                  |                  | 5:6 | Acierto de penal | Jeffrey Díaz      |
| Jorge Costa      | Acierto de penal | 6:6 |                  |                   |
|                  |                  | 6:7 | Acierto de penal | Edgar Cataño      |
| Ricardo Costa    | Acierto de penal | 7:7 |                  |                   |
|                  |                  | 7:7 | Fallo de penal   | Edwin García      |
| Pedro Emanuel    | Acierto de penal | 8:7 |                  |                   |

| Amonestado | 79' | Jorge Costa         |
| Amonestado | 85' | Giourkas Seitaridis |

| Amonestado | 33'  | Diego Arango      |
| Amonestado | 59'  | Jonathan Fabbro   |
| Amonestado | 117' | Antonio de Nigris |

| Otorgado · Otorgado otra vez · Expulsado | 120' | Diego |

| Árbitro             | Jorge Larrionda    |
| Árbitros asistentes | Amelio Andino      |
| Árbitros asistentes | Winston Reátegui   |
| Cuarto árbitro      | Toshimitsu Yoshida |

|                     |
| Bandera de Portugal |
| Campeón Porto       |
| 2.do título         |

## Declaraciones post partido
Algunos comentarios tras el partido:

Todos luchamos duro por este título, así que es muy gratificante. Es una final, así que esperábamos que fuera una complicada pelea, pero hemos conseguido lo que nos merecíamos.
Maniche, centrocampista del Porto

Ellos mantuvieron la posesión del balón mejor que nosotros. Nuestros jugadores estaban relajados y confiados en ganar, pero los penaltis son siempre una lotería.
Luis Fernando Montoya, director técnico de Once Caldas

## Hitos estadísticos
- Este es el segundo título intercontinental para el equipo portugués, que en 1987 derrotó al Peñarol uruguayo por 2-1.
- También es el único equipo de aquel país hasta esta instancia que se ha consagrado campeón del mundo.
- Fue la primera participación de Once Caldas, y la segunda de un equipo de Colombia en una final del mundo. A pesar de esto, fue el primer equipo de esa nación que forzó una final a la definición por penales, ya que quince años atrás Atlético Nacional había perdido ante el Milan italiano por 1-0 en tiempo extra.
- Es la final con más goles por penaltis del certamen, con 8-7, superando así a la final de la edición de 1988, que terminó con 7-6. En ninguna otra disputa intercontinental hubo tantos goles en los tiros desde los doce pasos.